# Hugo Gerard

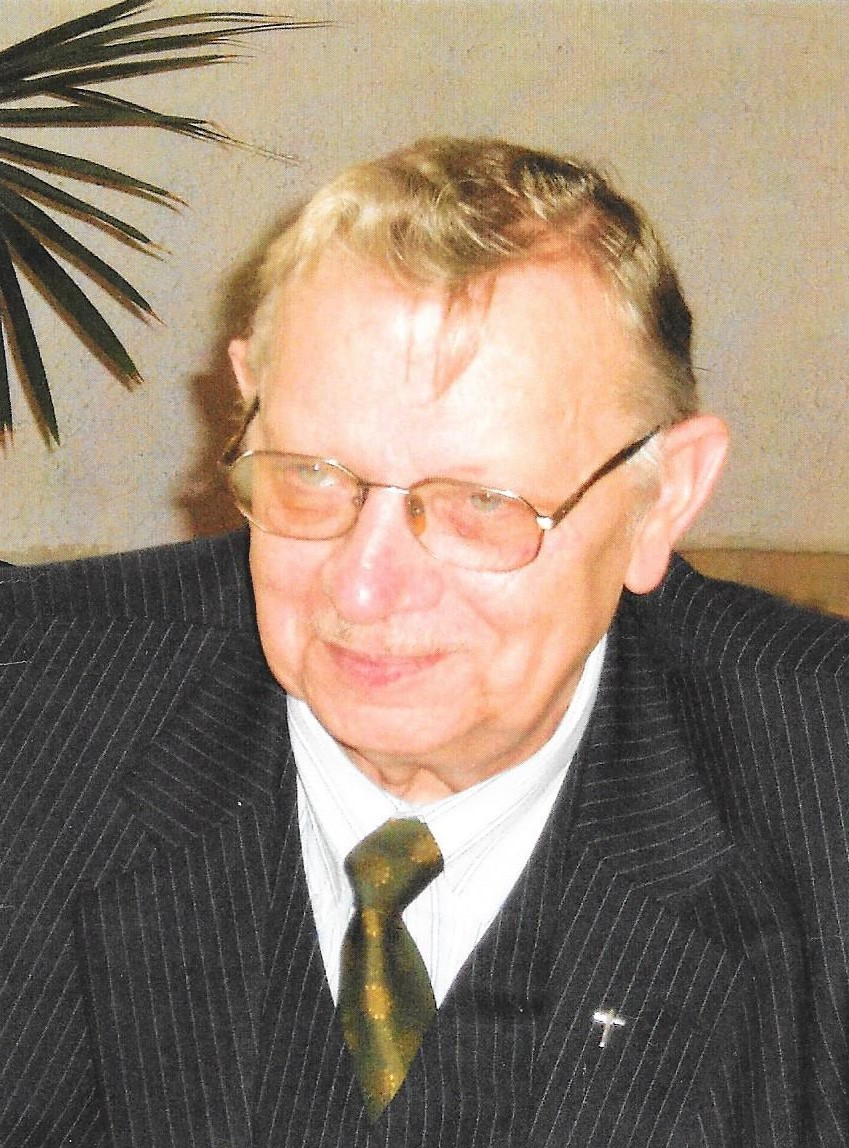
Hugo Gerard

Hugo Gerard (Roeselare, 12 maart 1937 - Brugge, 27 december 2016) was een minderbroeder-kapucijn en bestuurder van het Europees vormingscentrum Ryckevelde.

## Levensloop
Gerard was een zoon van Achiel Gerard (1910-1978) en van X. Van Gierdegom (1910-1976).
Hij trad in bij de minderbroeders-kapucijnen in 1956 en volgde het traditionele curriculum binnen zijn orde, terwijl hij van het bevorderen van de Europese gedachte zijn levenswerk maakte.
- Hij kreeg de kloosternaam Otto in vervanging van zijn geboortenaam.
- Hij legde zijn eerste kloostergeloften af in 1957.
- Hij werd subdiaken in 1962.
- Hij werd diaken op 8 juli 1963.
- Hij werd tot priester gewijd op 14 juli 1963.
- Hij studeerde politieke en sociale wetenschappen aan de KU Leuven van 1964 tot 1968 en promoveerde met onderscheiding tot licentiaat.
- Hij studeerde aan het Europacollege in Brugge in 1968-69 (Promotie Konrad Adenauer) en nam zijn permanente intrek in het Centrum [[Ryckevelde (domein)|Ryckevelde]] in Sijsele. Hij bekwam het 'Diploma of Avanced European Studies' in juni 1969.
- In december 1969 werd hij lid van de redactieraad van Franciscaanse Standaard.
- In 1970 werd hij afgevaardigd naar het provinciaal kapittel en werd lid van de Bouwcommissie van de kapucijnen.
- In september 1982 werd hij gardiaan (huisoverste) van de kloostergemeenschap in Sijsele.
- In februari 1985 werd hij derde 'definitor' (raadslid) voor de Vlaamse provincie van kapucijnen.
- In 1985 werd hij opnieuw gardiaan in Sijsele.
- In februari 1988 werd hij verkozen tot provinciaal overste van de Vlaamse kapucijnenprovincie.
- In april 1988 nam hij deel aan het kapittel van de viceprovincie van kapucijnen in Pakistan.
- In juni 1988 nam hij deel aan het generaal kapittel van zijn orde in Rome.
- In oktober-november 1988 bezocht hij de missieposten van de kapucijnen in Zaïre.
- In maart 1989 nam hij deel aan de vieringen voor 100 jaar kapucijnen in Pakistan.
- In april-mei 1989 nam hij deel aan het kapittel van de Canadese provincie.
- In juni 1989 nam hij deel aan de vergadering van de Nederlandse en Vlaamse provinciale oversten in Den Bosch.
- In december 1989 nam hij deel aan de provinciedag in Brugge naar aanleiding van 100 jaar schipperswerk.
- In februari 1990 nieuwe reis naar Zaïre, bezoek aan de missieposten en deelname aan het kapittel van de Zaïrese provincie.
- In januari 1991 nam hij deel aan het kapittel van de Vlaamse provincie in Izegem en werd opnieuw verkozen tot provinciaal.
- In maart-april 1991 bezocht hij opnieuw de minderbroeders in Pakistan.
- In september 1991 nam hij deel aan het Europees Franciscaans kapittel in Assisi.
- In december 1991 nam hij deel aan het kapittel van de Waalse provincie van kapucijnen.
- In augustus 1992 nam hij deel in Polen aan de bijeenkomst van de Poolse kapucijnen.
- In februari 1992 ondernam hij een derde reis naar Zaïre.
- In maart 1994 beëindigde hij zijn opdracht als provinciaal.
- Op 5 juli 1996 werd op het stadhuis van Damme hulde gebracht aan de paters Karel Verleye en Hugo Gerard naar aanleiding van 40 jaar Ryckevelde.
- In februari 1997 nam hij deel aan het provinciaal kapittel en werd verkozen tot 'tweede definitor' of raadslid.
- In februari 2000 nam hij deel aan het provinciaal kapittel en werd verkozen tot vicaris van de provinciaal en in april 2000 tot huisoverste van Sysele-Ryckevelde.
- in maart 2003 nam hij deel aan het provinciaal kapittel en werd verkozen tot tweede definitor en in april tot vicaris van de fraterniteit in Brugge.
- In maart 2006 nam hij deel aan het provinciaal kapittel en werd opnieuw verkozen tot vicaris van de provinciaal.
- In maart 2009 nam hij deel aan het provinciaal kapittel en werd opnieuw benoemd tot tweede definitor.
- In mei 2009 werd hij benoemd tot bijgevoegd huisoverste in Brugge.
- In 2010 maakte hij, samen met een medebroeder, de inventaris op van wat in de kapucijnenkloosters moet bewaard worden en wat mag verkocht worden.
- In maart 2012 nam hij deel aan het provinciaal kapittel en werd verkozen tot vicaris van de provinciaal.
- In juni 2012 werd hij verkozen tot 'discreet' (vertrouwenspersoon) in de fraterniteit van Brugge.
- In juli 2013 vierde hij zijn gouden priesterjubileum.
- In juni 2014 nam hij ontslag als vicaris-provinciaal.

## Ryckevelde
In 1956 stichtte pater Karel Verleye op het kasteel Ryckevelde een Europees vormingscentrum gericht op de jeugd van de Vlaamse middelbare scholen.
In 1968 vervoegde Hugo Gerard hem en maakte van het verder uitbouwen van het centrum zijn levenswerk.
Hij gaf conferenties en doceerde, ontwikkelde didactisch materiaal, verbeterde de accommodaties, bouwde en verbouwde, activeerde het bekomen van subsidies, en bewaakte de onafhankelijke en pluralistische koers van Ryckevelde. Gedurende decennia was hij de secretaris van de vzw's die de werking organiseerden en ondersteunden.
Tot aan zijn afscheid hadden circa 230.000 middelbareschoolleerlingen een Europese vormingscursus bij Ryckevelde gevolgd. Jean-Luc Dehaene en Herman Van Rompuy getuigden dat het tijdens zo een cursus was dat ze hun eerste Europese overtuigingen opdeden.
Hugo Gerard schreef ook regelmatig poëzie, die grotendeels ongepubliceerd is gebleven.

## Publicaties
- Notities bij het jubileum van de crisis, Brugge, 1984
- Europees ABC. Historiek van de Europese integratie, Brugge, 1971; 1995.